# Поповка (Каневский район)
Поповка (укр. Попівка) — село в Каневском районе Черкасской области Украины.
Население по переписи 2001 года составляло 288 человек. Занимает площадь 1,66 км². Почтовый индекс — 19050. Телефонный код — 4736.

## Местный совет
19050, Черкасская обл., Каневский р-н, с. Поповка